# エレーヌ・ルソー
エレーヌ・ルソー（Hélène Rousseaux、1991年9月25日 - ）は、ベルギーの女子バレーボール選手。ベルギー代表。

## 来歴

### クラブチーム
ジェット出身。2008年にVBT Vilvoordeへ入団し、バレーボール選手としてのキャリアをスタートさせる。2009/10シーズンからは2年間スイスのVBC  Zürichでプレーし、スイスバレーボールリーグ、スイスカップで優勝した。その後はポーランドのチームを経て、2013/14シーズンはイタリアセリエAのLJ Volleyに移籍。2016/17シーズンはトルコリーグのベシクタシュでプレーした。2017/18シーズンから2年間はポーランドのKS Developres Rzeszówでプレーした。2020/21シーズンには韓国リーグの現代建設ヒルステートに移籍した。

### 代表チーム
2009年、ベルギー代表に初選出される。2013年のヨーロッパ選手権で銅メダルを獲得した。2014年のワールドグランプリと世界選手権に出場した。

## 球歴
- 世界選手権 - 2014年
- ワールドグランプリ - 2014年、2015年
- 欧州選手権 - 2013年

## 所属クラブ
- VBT Vilvoorde（2008-2009年）
- VBC  Zürich（2009-2011年）
- Organika Budowlani Łódź（2011-2012年）
- Muszynianka Muszyna（2012-2013年）
- LJ Volley（2013-2015年）
- AGIL Volley（2015-2016年）
- FVブスト・アルシーツィオ（2016年）
- ベシクタシュ（2016-2017年）
- KSディヴェロプレス・ジェシュフ（2017-2019年）
- ニルフェル・ベレディイェスポル（2019-2020年）
- 現代建設ヒルステート（2020-2021年）
- PTT Spor（2021-2022年）
- ASPTT Mulhouse（2022-2023年）
- Bahçelievler Belediyespor（2023-2024年）
- ギョズテペSK（2024年-）